# ルイス・アロイジオ・カンガス
ルイス・アロイジオ・カンガス（スペイン語: Luis Cangas, 1926年 - ）は、スペイン・カストロ・ウルディアレス出身のカトリック教会の宣教師（イエズス会士）。
1941年にイエズス会に入り、1951年に日本を訪れた。1958年、司祭に叙階され、1966年、東京・麹町教会（聖イグナチオ教会）助任司祭などを歴任。1978年、NHKの大河ドラマ『黄金の日日』にイエズス会の宣教師ルイス・フロイス役として出演した。1998年、広島教区カトリック祇園教会の主任司祭を務めた。2007年4月、山口県山口市カトリック山口教会助任司祭に着任した。
カンボジア内戦の激戦地だったバッタンバンの人々を支援する「バッタンバン友の会」の活動に携わった。

## 著書
- 『希望に生きる』（ドン・ボスコ社）、
- 『あなたに知らせたかったこの話』（女子パウロ会）
- 『光と希望 －カトリックの教え解説－』（2002年、聖母の騎士社）